# Pain au chocolat
Pain au chocolat, também designado como chocolatine, couque au chocolat, croissant au chocolat, petit pain ou petit pain au chocolat é um bolo tradicional da culinária da França, do tipo viennoiserie, de forma retangular. Consiste de massa folhada (idêntica à do croassã) enrolada à volta de uma ou várias barras de chocolate.

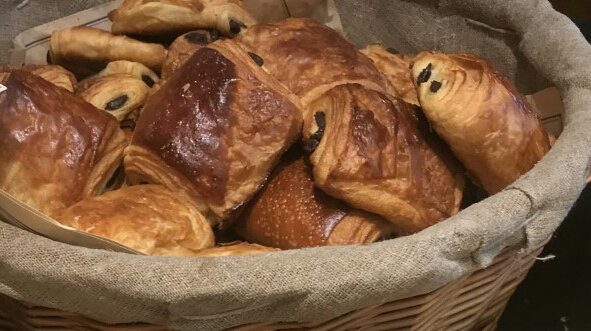
Cesto de pains au chocolat, numa pastelaria

Tal como aconteceu no caso do croassã, a receita do pain au chocolat evoluiu no início do século XX de massa brioche para massa folhada.
O pain au chocolat teve um aumento de consumo entre as duas grandes guerras, antes de se tornar a partir dos anos 1950 um elemento tradicional do pequeno-almoço e do lanche, na França.